# Tenryū-ji

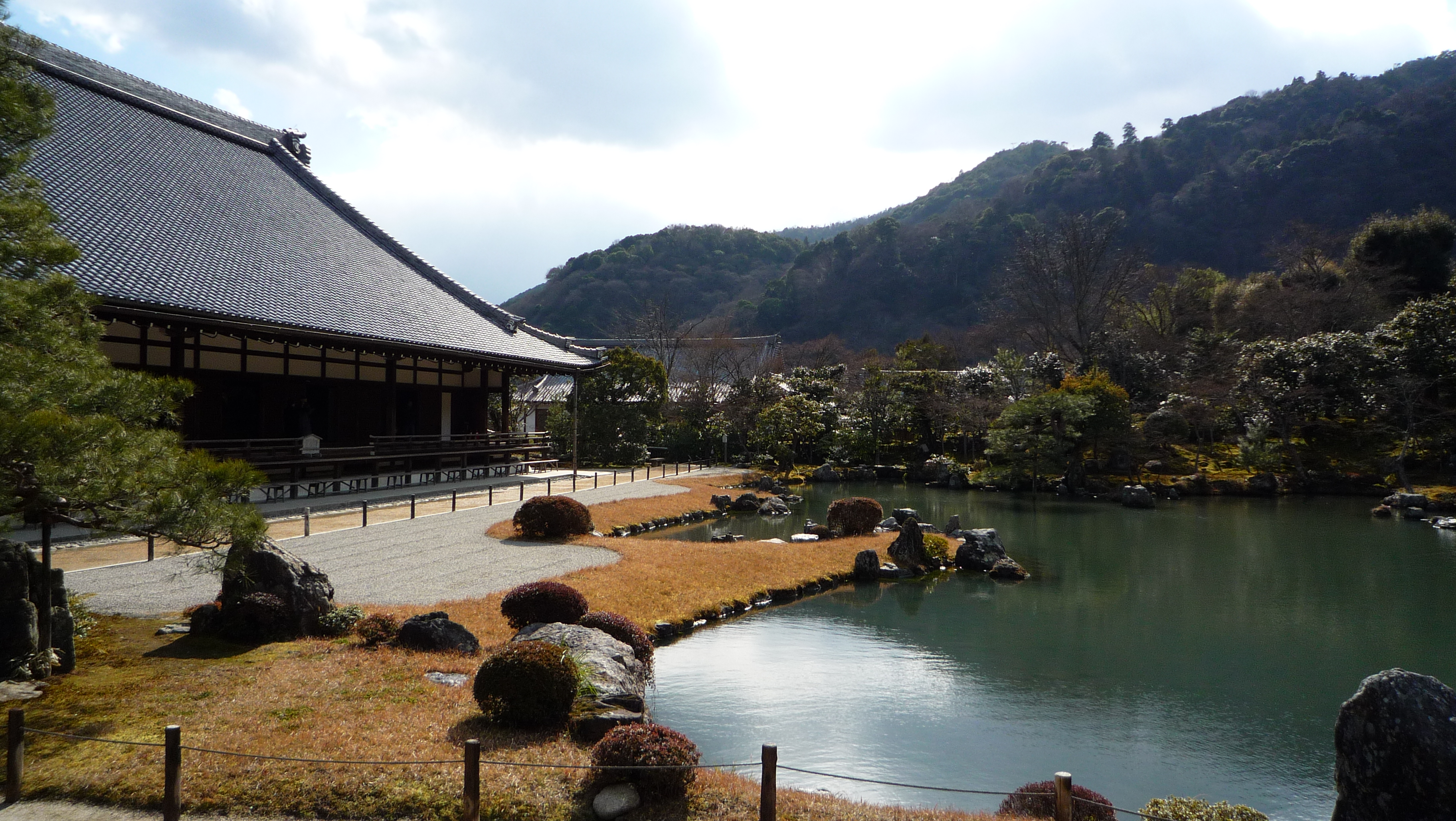
Templul Tenryū

Tenryū-ji (天龍寺 Tenryū-ji?, Templul Dragonului Ceresc), denumirea completă  Tenryū Shiseizen-ji (天龍資聖禅寺?), este un templu buddhist Zen. Templul se află în Japonia, în orașul Kyoto. Templul a fost fondat în 1339 de către shogunul Ashikaga Takauji. Este sediul diviziunii Tenryū a școlii zen-buddiste Rinzai. În 1994 Tenryū-ji templul a fost inclus în lista de Patrimoniul Cultural Mondial UNESCO ca parte a complexului Monumente Istorice ale Vechiului Kyoto.